# Béarnais (habitants)
Pour l’article homonyme, voir Béarnais.
Les Béarnais sont les habitants du Béarn. Ils représentent une part du peuple français depuis 1620, date à laquelle le Béarn est définitivement rattaché au royaume de France.

## Ethnonymie
L'ethnonyme se compose du nom géographique Béarn suivi du suffixe -ais, sachant qu'il s'écrivait anciennement Béarnois. Il est issu de Beneharnum ou de Beneharnensis.
D'autre part, Henri IV était appelé « le Béarnois »  par les Ligueurs, parce qu'ils s'obstinaient à ne pas le reconnaître pour roi de France, mais seulement pour prince de Béarn ; ne lui donnant même pas la qualité de roi de Navarre, parce qu'il n'était point en possession de ce royaume, quoiqu'il en fut l'héritier et le maître légitime.

### Proverbe
Historiquement, il est dit des Béarnais : Bearnès faus et courtès (Béarnais fidèles et courtois). La prise de Tarbes par les Béarnais au XVIe siècle donna naissance à un autre proverbe : « les Béarnais sont faux, mais courtois ». Néanmoins, la franchise des Béarnais du XIXe siècle dément ce proverbe.

## Anthropogéographie
Les Béarnais se situent entre les Basques et les Bigourdans.

## Anthropologie et ethnologie
La population béarnaise a fait l'objet de diverses interprétations concernant ses origines :  Ortelius estime que les Preciani de César sont les Béarnais. Le professeur Monet prétend que les Béarnais sont une portion des Bigourdans, qu'il nomme « Bigordans occidentaux » et les vrais peuples de Bigorre « Bigordans orientaux ». Quant à M. de Marca, il croit que les Venarni de Pline sont les Béarnais.
Au XVIIIe siècle, une citation de dictionnaire dit que « les Béarnois sont laborieux. Les filles béarnoises sont agréables ».
En 1835, selon Abel Hugo, les Béarnais sont en général irascibles et jaloux de leur liberté. Ils sont spirituels, fins, propres à tout ce qui demande de l'intelligence et de la souplesse ; ils ont un air de fierté, un cachet de civilisation et de politesse qui ne se trouve pas dans les populations des départements voisins. L'habitant des vallées a l'esprit plus délié et le physique plus robuste que celui des montagnes ; il tient à sa religion sans être ni fanatique ni superstitieux. Le déploiement de la puissance l'étonne peu, mais il est naturellement soumis aux lois ; quoique son orgueil et son irascibilité le portent facilement à la vengeance, il se contient par crainte de la flétrissure et des amendes pécuniaires, et cherche dans les moyens judiciaires une satisfaction à son ressentiment. Le général Serviez, qui a été préfet des Basses-Pyrénées, prétend que nul autre département ne donne autant d'occupation aux tribunaux à cette époque.
D'après Old Nick, la physionomie des hommes est avenante et fine en 1842, il y a beaucoup de nez aquilins et de pommettes saillantes. La gaieté, stéréotypée sur ces grands traits, a quelque chose de sculptural. Quelques rides le long de la paupière, une habitude du visage qui, peu à peu, relève fortement les deux coins de la bouche, contribuent à donner au type béarnais un on ne sait quoi de satirique et de gaillard. Suivant l'opinion d'un habitant du village d'Eaux-Chaudes, le Béarnais du XIXe siècle a l'esprit de conduite subtil ; il est insinuant et flatteur, la main toujours en avant pour demander s'il est pauvre ou pour cajoler s'il est riche. Bon courtisan, adroit conseiller, mauvais ami et excellent député, il est ennemi des partis extrêmes et des opinions hardies ; c'est un homme de tempérament et de juste milieu.
En 1857, selon Louis-Nicolas Bescherelle, les Béarnais tiennent leurs origines des uns et des autres, tout en conservant des traits particuliers. Ils ont en général la taille élevée et bien prise, les traits fortement caractérisés, les cheveux noirs, le teint brun et coloré, le corps droit et nerveux, ainsi que la démarche vive et hardie. Fortement attachés à leur région et à leurs usages, ils sont néanmoins pleins d'aménité pour les étrangers et ils exercent l'hospitalité de manière cordiale.

## Langage
En 1835, l'idiome béarnais est le langage des habitants des campagnes et même de ceux des villes, qui comprennent le français assez généralement. Les personnes instruites, élevées dans la région, parlent entre elles assez habituellement en béarnais à cette époque.

## Costume traditionnel

Exemples
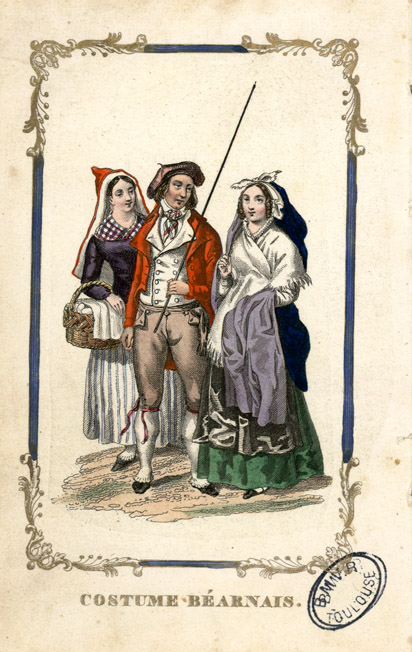
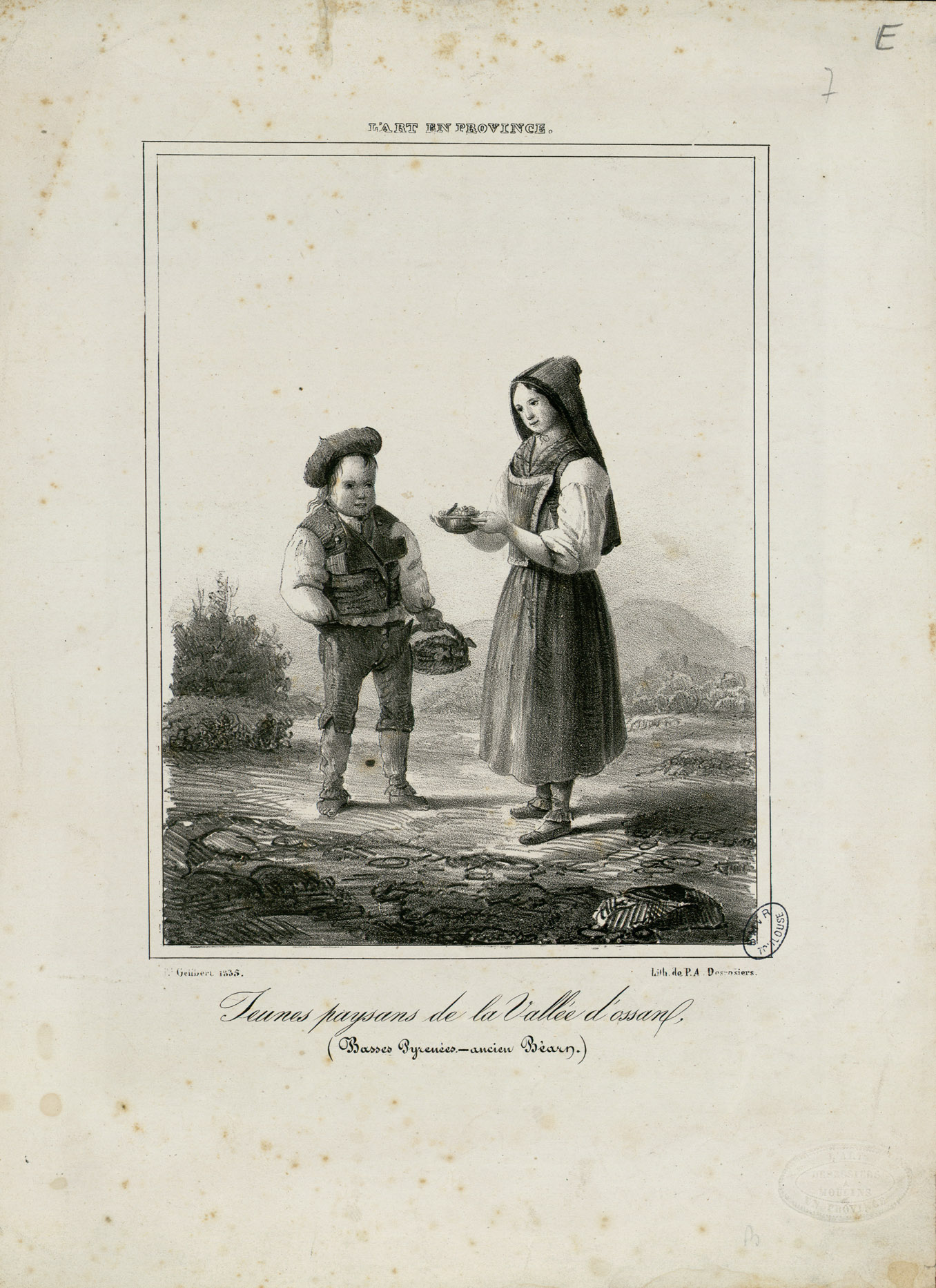
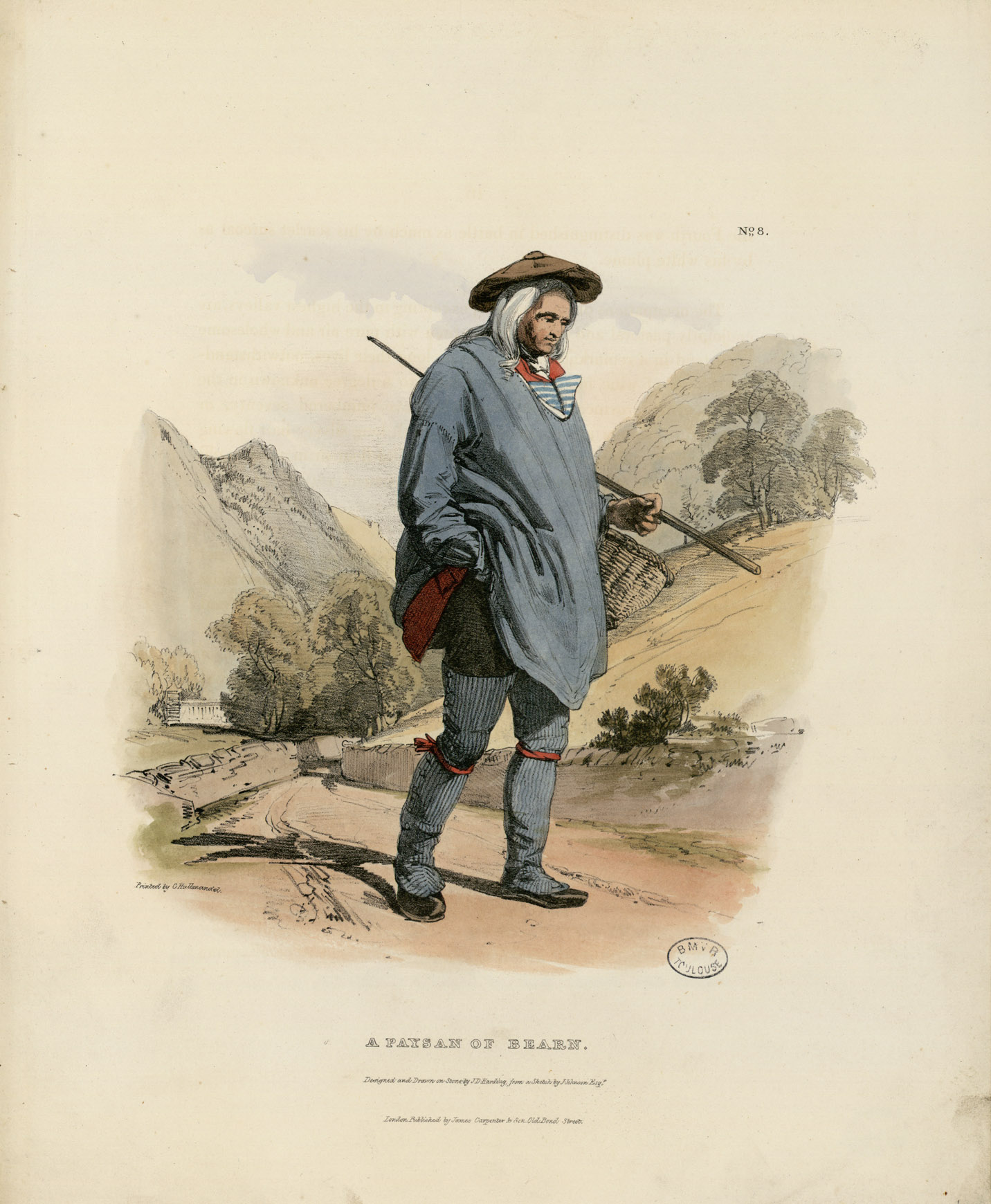
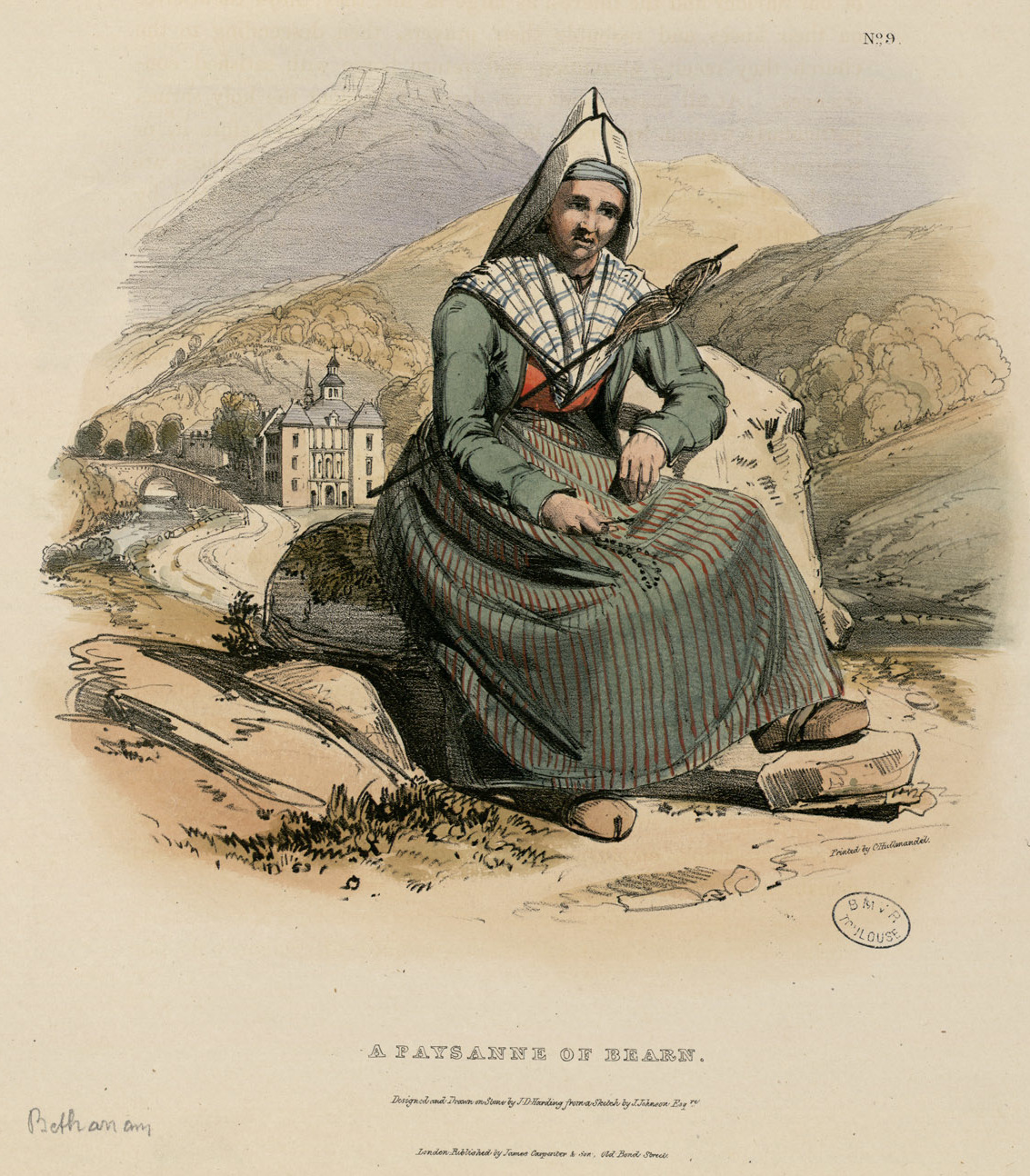

Dans la première moitié du XIXe siècle, l'habillement des paysans béarnais est assez généralement le même dans tous les cantons. Un béret de laine, rond et brun, aplati et assez ordinairement penché sur l'oreille, couvre leur tête. Dans quelques parties de la plaine, le béret est remplacé par un chapeau rond, à bords de moyenne grandeur. Tous portent à cette époque une veste un peu longue, une culotte et des guêtres de laine, dont la couleur et l'étoffe varient suivant l'aisance de chacun. Les couleurs les plus usitées sont le brun, le cannelle, le mordoré obscur et, dans quelques villages, le gris. Les pasteurs et les habitants des montagnes s'habillent d'étoffes grossières, de la couleur naturelle de la laine et se couvrent presque autant pendant les chaleurs de l'été que pendant les froids de l'hiver. En 1842, le pantalon ordinaire a remplacé la braie aux larges plis et les guêtres collantes.

## Mœurs, usages et coutumes

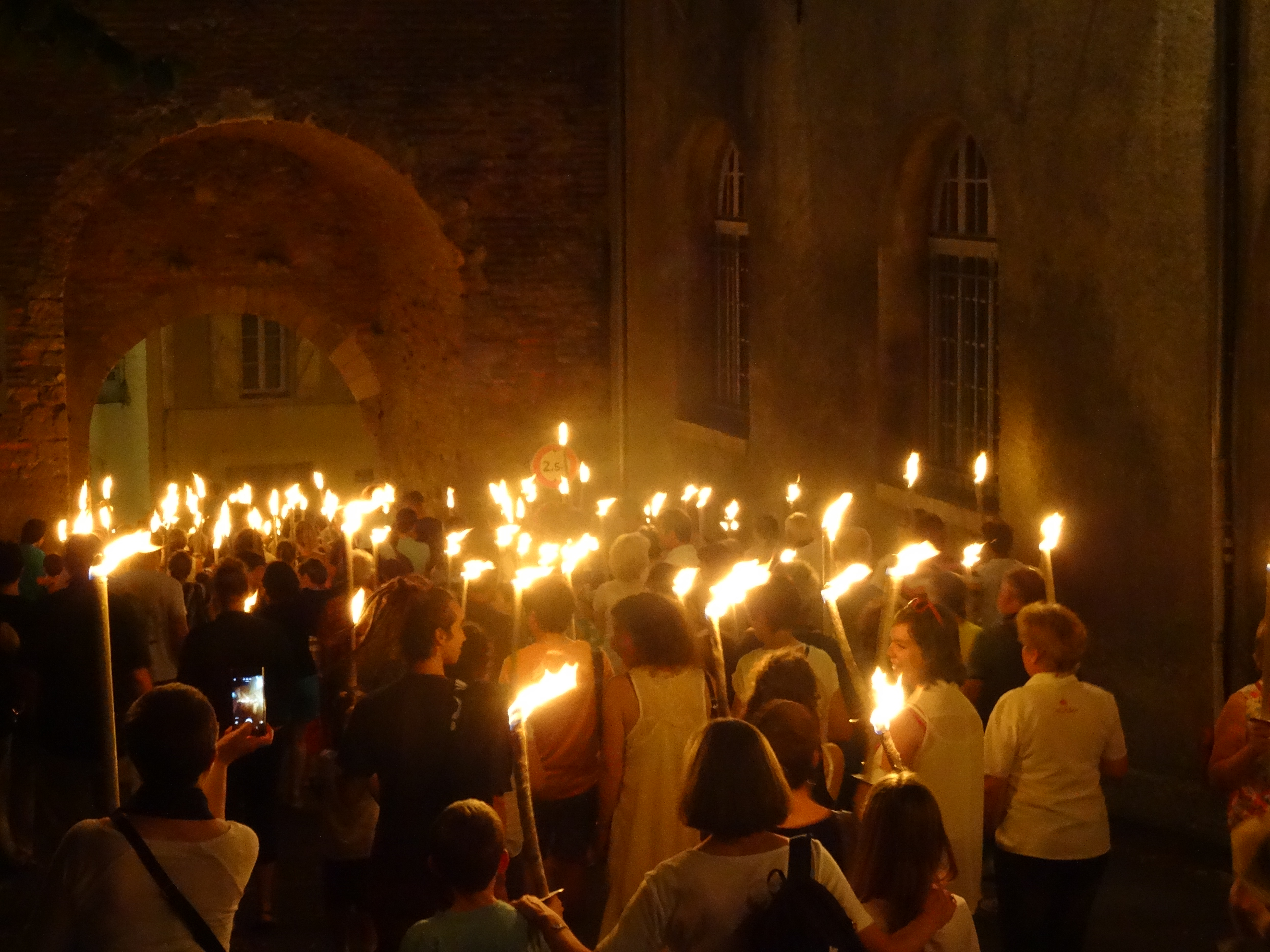
Feu de la Saint-Jean à Lescar en 2018.

Les superstitions sont nombreuses en 1842 et, en certains endroits, enracinées. Les fontaines, les lacs et les ruisseaux, sont à cette époque l'objet d'une sorte de culte dans ces contrées : on jette dans leurs eaux des pièces d'argent, des aliments ou des étoffes. Pendant la nuit qui précède la fête de la Saint-Jean, on y lave ses yeux ou les parties du corps affaiblies par les infirmités ; ceux qui sont atteints de quelque maladie de la peau, se roulent sur des champs d'avoine humectés d'une abondante rosée. 
Au XIXe siècle, beaucoup de paysans croient aux sorciers et surtout aux sorcières (bronchos). Ils se les représentent, réunies la nuit, dans des lieux ignorés, une torche allumée dans les mains et dansant, au son du tambour, autour du démon vêtu d'habits rouges. Des paysans assurent avoir entendu le bruit de ces fêtes infernales. Ils croient également au loup-garou, arrêté dans les carrefours à quatre chemins, sous la forme d'un gros chien blanc, ou révélant sa présence par le bruit de ses chaînes qui traînent sur les rochers. Ils croient aussi à la « fée d'Escout », qui distribue les biens de ce monde à ceux qui vont lui adresser une prière dans son antre et qui ont soin d'y déposer un vase destiné à recevoir ses présents.
À la même époque, si un enfant est atteint de fièvres périodiques, sa nourrice, méprisant le secours des médecins, adresse une invocation rimée à un pied de menthe sauvage et lui offre du pain couvert de sel. À la neuvième prière, la plante doit être morte et l'enfant doit être guéri. L'usage antique des pleureuses s'est conservé à Bielle et à Bedous en 1842. Elles accompagnent le cercueil en faisant retentir l’air de leurs cris et font l'éloge du défunt par quelques chants improvisés. Cette coutume, qui subsiste encore en Corse à cette époque, commence à tomber en désuétude dans le Béarn au même moment.
À l'entrée de la vallée d'Aspe, il y a un rocher de forme conique ; les femmes du XIXe siècle vont y frotter leur ventre quand elles sont frappées de stérilité. Le cri de la chouette annonce un malheur : le paysan qui l'entend, assis à côté de son âtre, prend une poignée de sel dans le bahut et la jette sur les charbons ardents. Aussi, il est recommandé comme salutaire de franchir neuf fois le feu de la Saint-Jean, qui en béarnais s'appelle haille.

## Démographie
| 1793    | 1800    | 1821    | 1831    | 1836    | 1841    | 1846    | 1851    | 1856    |
| ------- | ------- | ------- | ------- | ------- | ------- | ------- | ------- | ------- |
| 220 419 | 215 203 | 246 968 | 264 020 | 272 660 | 280 320 | 282 295 | 276 487 | 276 240 |

| 1861    | 1866    | 1872    | 1876    | 1881    | 1886    | 1891    | 1896    | 1901    |
| ------- | ------- | ------- | ------- | ------- | ------- | ------- | ------- | ------- |
| 270 941 | 269 934 | 262 958 | 264 086 | 263 831 | 261 123 | 255 853 | 252 240 | 250 392 |

| 1906    | 1911    | 1921    | 1926    | 1931    | 1936    | 1946    | 1954    | 1962    |
| ------- | ------- | ------- | ------- | ------- | ------- | ------- | ------- | ------- |
| 248 651 | 246 816 | 224 840 | 225 278 | 224 084 | 221 072 | 220 929 | 224 058 | 259 709 |

| 1968    | 1975    | 1982    | 1990    | 1999    | 2006    | 2011    | 2016    | 2020    |
| ------- | ------- | ------- | ------- | ------- | ------- | ------- | ------- | ------- |
| 290 759 | 306 955 | 319 224 | 328 898 | 337 747 | 357 286 | 364 843 | 367 680 | 368 531 |

## Migrations et diaspora
La population béarnaise a migré vers les territoires suivants : Espagne, Argentine, Chili, Uruguay, Saint-Domingue, Caraïbes,  Mexique, Acadie, Louisiane, Californie, Canada. Concernant les protestants, ils ont choisi entre autres les destinations suivantes : Allemagne, Hollande, Angleterre, Amérique du Nord.